# Grekvädd
Grekvädd (Knautia macedonica) är en tvåhjärtbladig växtart som beskrevs av August Heinrich Rudolf Grisebach. Enligt Catalogue of Life ingår Grekvädd i släktet åkerväddar och familjen Dipsacaceae, men enligt Dyntaxa är tillhörigheten istället släktet åkerväddar och familjen kaprifolväxter. Arten förekommer tillfälligt i Sverige, men reproducerar sig inte. Inga underarter finns listade i Catalogue of Life.

## Bildgalleri

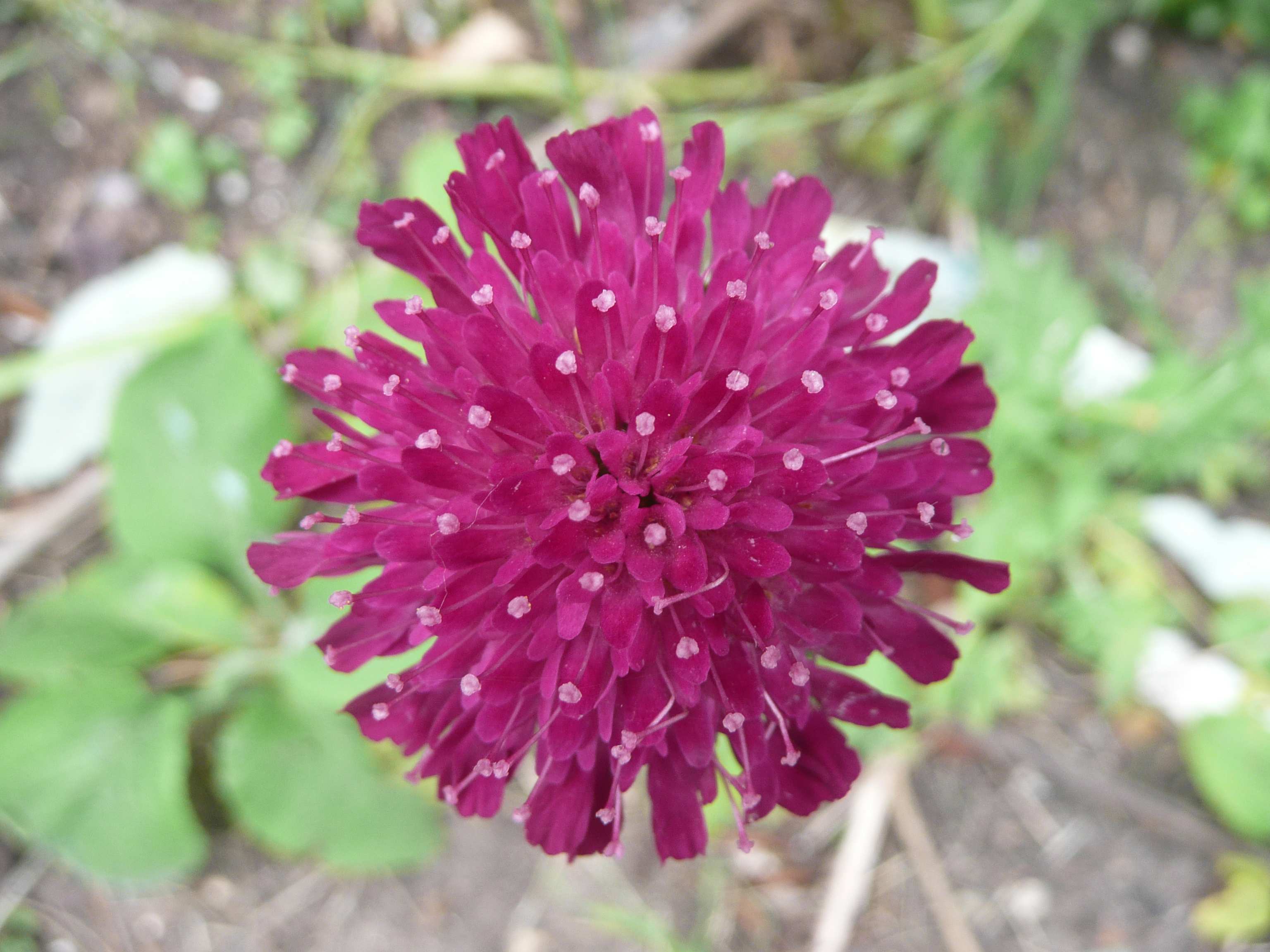
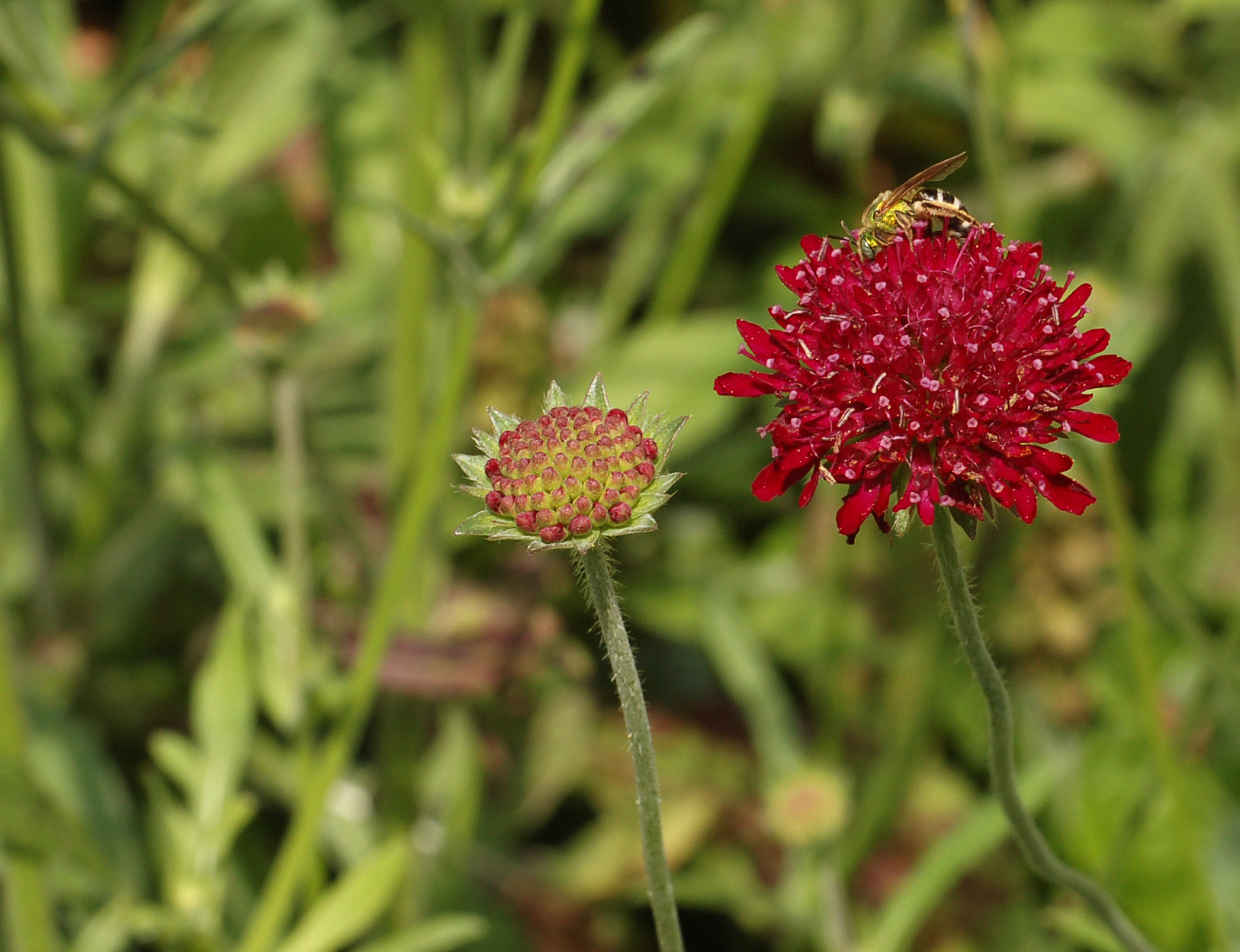
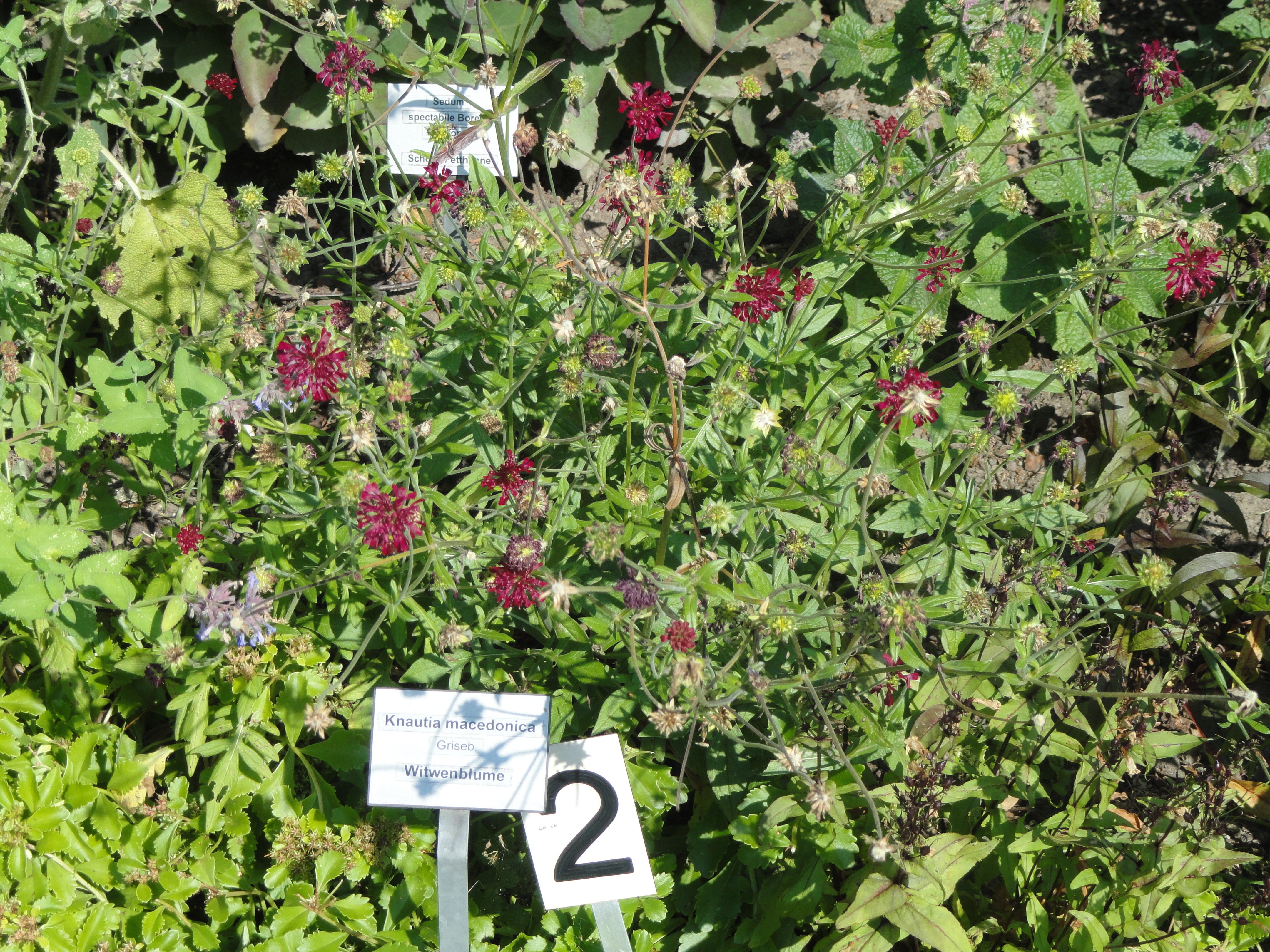
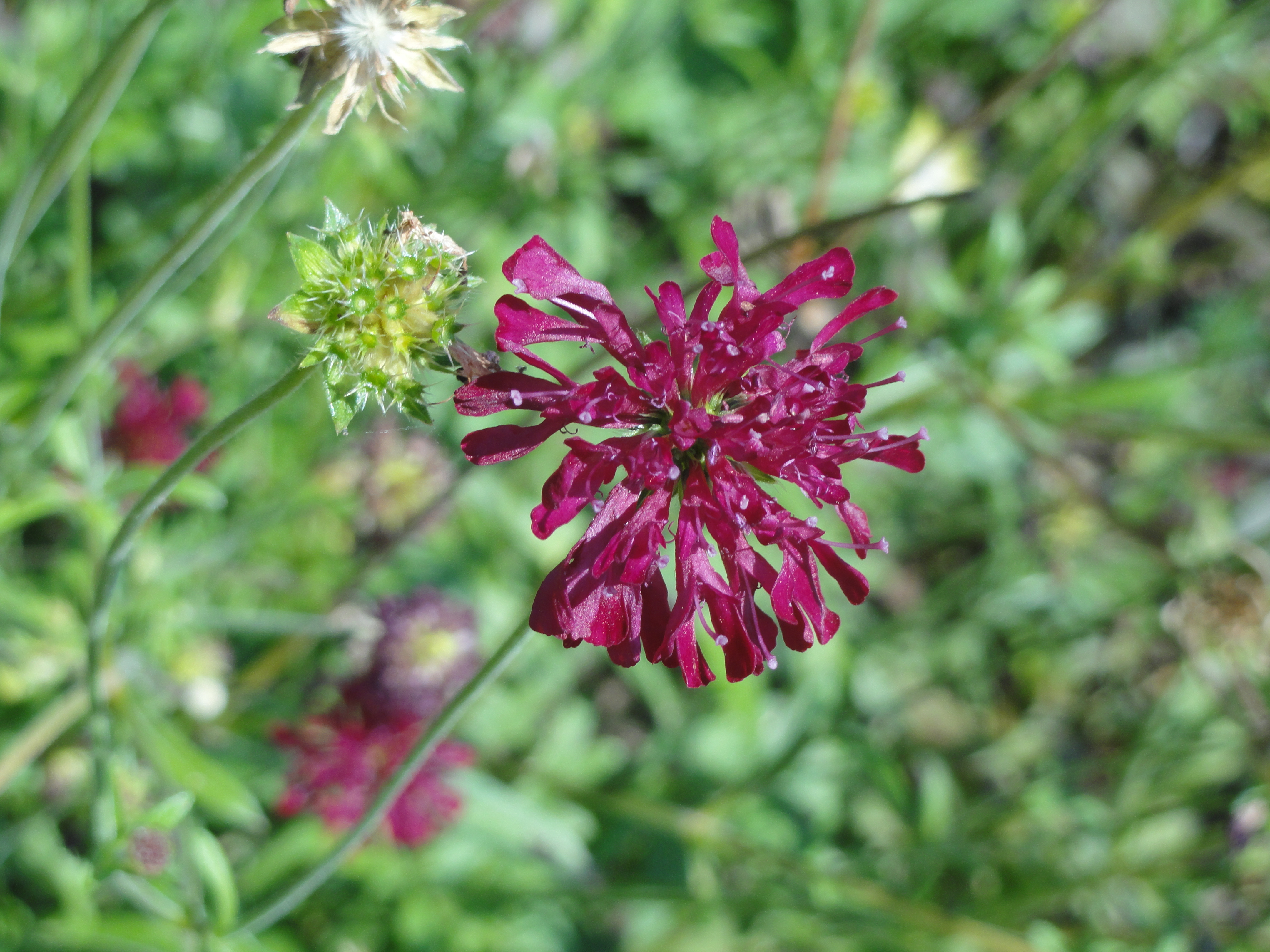
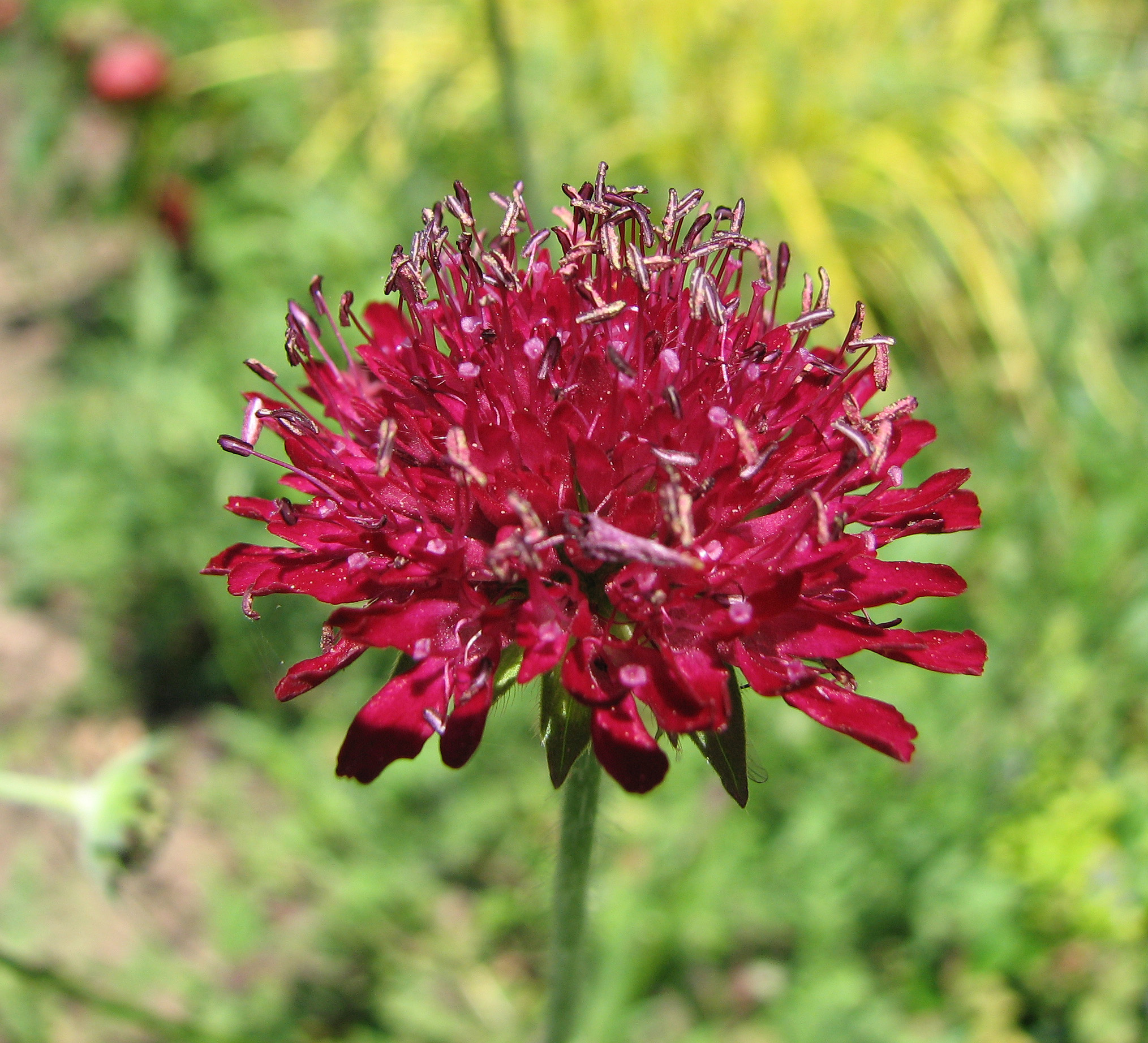
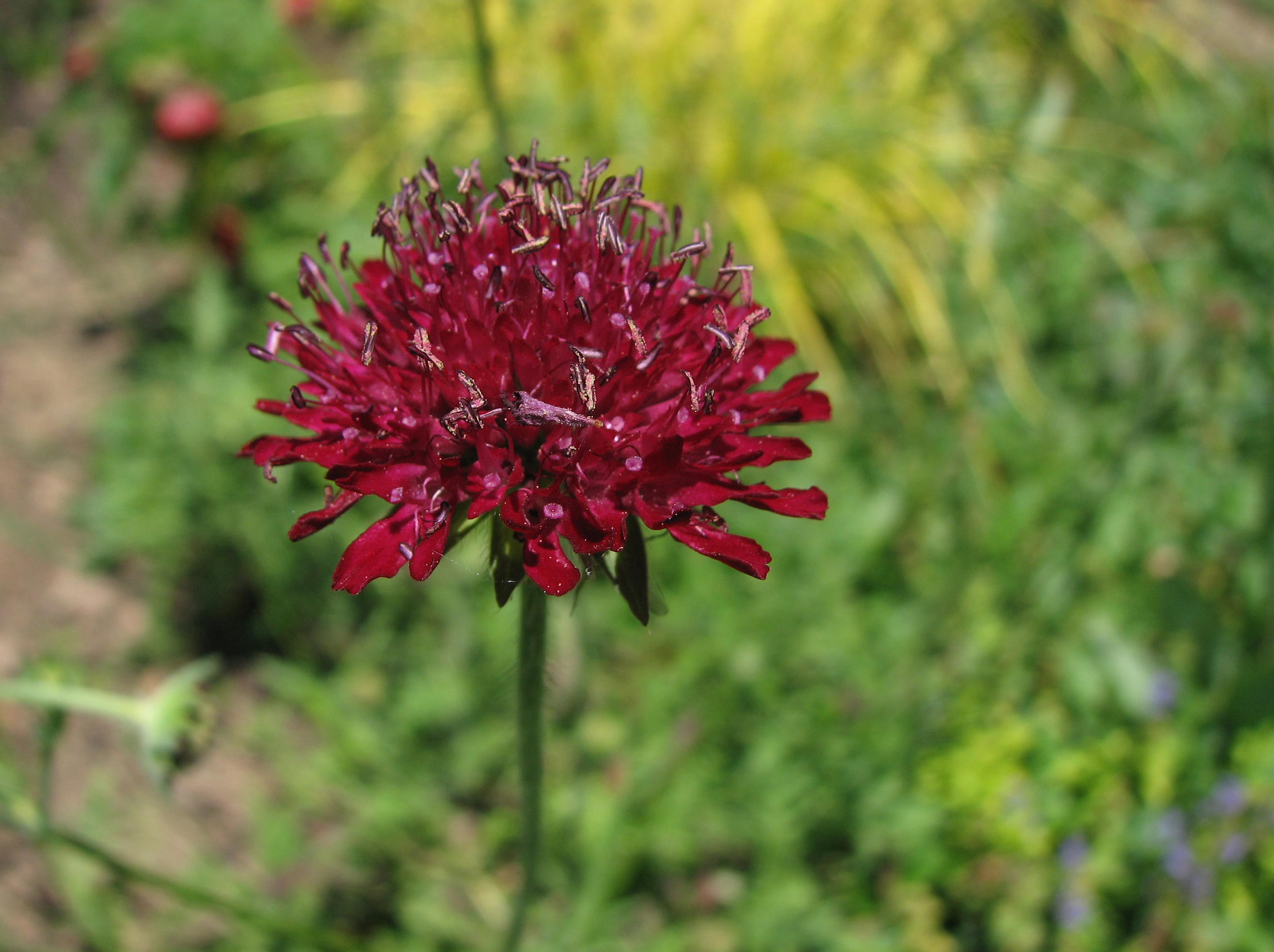